# Дебора (певица)
Дебора Иванова (болг. Дебора Иванова), более известна как Дебора (болг. Дебора; род. 25 декабря 1990, Видин, Болгария) — болгарская поп-фолк-певица и фотомодель.

## Биография
Дебора родилась в городе Видин, петь начала с трёх лет. Помимо пения она занималась модельным бизнесом, сначала она победила в городском конкурсе красоты «Мисс Видин», затем «Мисс Северозападная Болгария» и «Топ модель по мнению агентства FH1». Участвовала в конкурсе красоты Мисс Болгария 2009, после которого она отказалась от карьеры модели.
В том же 2009 году она дебютировалась как певица, выпустив песню «Всичко или нищо» (рус. Всё или ничего) в дуэте с другой дебютанткой Кристианой, также в том же тандеме выпустилась песня «Мечтай си, бейби».
В 2010 году вышел её первый сольный сингл «Любовни белези», в клипе которого стала аллюзия на Адама и Еву.
В 2013 году вышла песня «Не приемам», который представлен в некой стилистике стрит-фолк.
В 2014 году была выпущена песня на эротическую тематику «Неморално». В том же году в новогодней программе на ФЕН ТВ была презентована песня «Съжалявам», которая посвятила покойному отцу, которую никогда не крутили на радиостанциях и не выпустили в студийной версии.
В 2016 году Дебора разорвала контракт с продюсерами компании «Ара Мюзик» и покинула компанию и стала частью «Хит Имкс Мюзик», первой песней, которого стала «Lacoste», посвященная гламуру и роскоши. В конце года был презентован сингл «Аз съм огън, бейби» (болг. Я огонь, детка) с участием Тони Стораро. Через год вышел новый сингл «Силна» (болг. Сильная), в котором описывалась проблема о домашнем насилии над женщинами.
В этом же году Дебора участвовала в программе „«Big Brother All Stars», но до этого Дебора не участвовала в передаче «Big Brother VIP». Однако спустя неделю она покинула проект внезапно из-за алкогольной зависимости, вследствие которой её любовник избивал и её отправили в психиатрическую больницу, именно по этой причине стали редко выходить её песни.

## Личная жизнь
В 2019 году Дебора родила сына Самуила от немецкого бизнесмена с болгарскими корнями.

## Дискография

### Синглы
- Всичко или нищо (дуэт с Кристианой) (2009)
- Мечтай си, бейби (дуэт с Кристианой) (2010)
- Буба лази (трио с Кристианой и Крумом) (2010)
- Любовни белези (2010)
- Сексапилно (2011)
- Танци-манци (трио с Кристианой и Крумом) (2011)
- Чупка, моля (2011)
- Код червено (2012)
- По същество (2012)
- Не приемам (2013)
- На пръсти (2013)
- Да покажем на мъжете (дуэт с Ивеной) (2014)
- Неморално (2014)
- Твоя (2014)
- Съжалявам (2014)
- Мерцедес (дуэт с Герганой Димовой) (2015)
- Lacoste (2016)
- Аз съм огън, бейби (2016)
- Силна (2017)
- Луд си по мен (2018)